# Metarbela sphacobapta
Metarbela sphacobapta is een vlinder uit de familie Metarbelidae. De wetenschappelijke naam van deze soort is voor het eerst gepubliceerd in 1929 door Willie Horace Thomas Tams.
De soort komt voor in Angola.